# Reis Catòlics

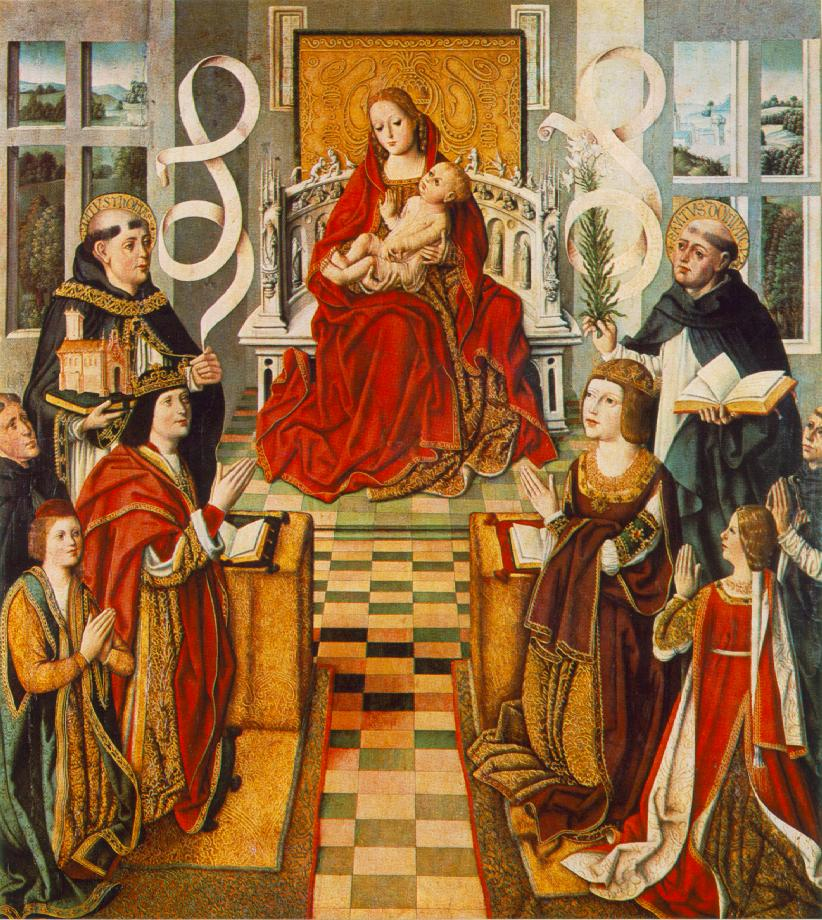
Ferran i Isabel de Castella en una pintura atribuïda a Fernando Gallego (1490-95).

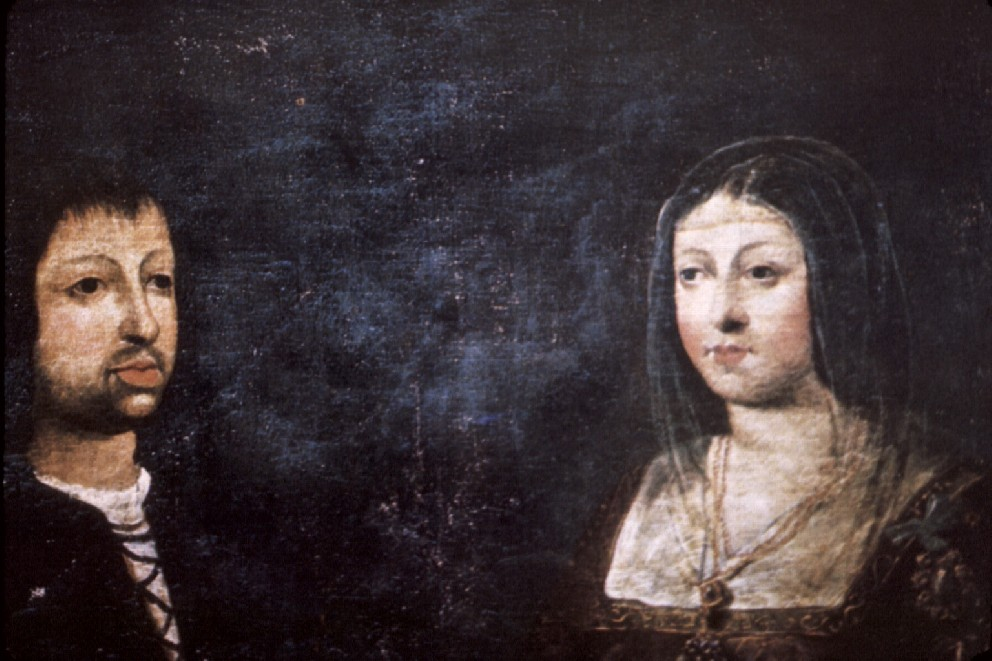
Ferran i la seva esposa Isabel de Castella

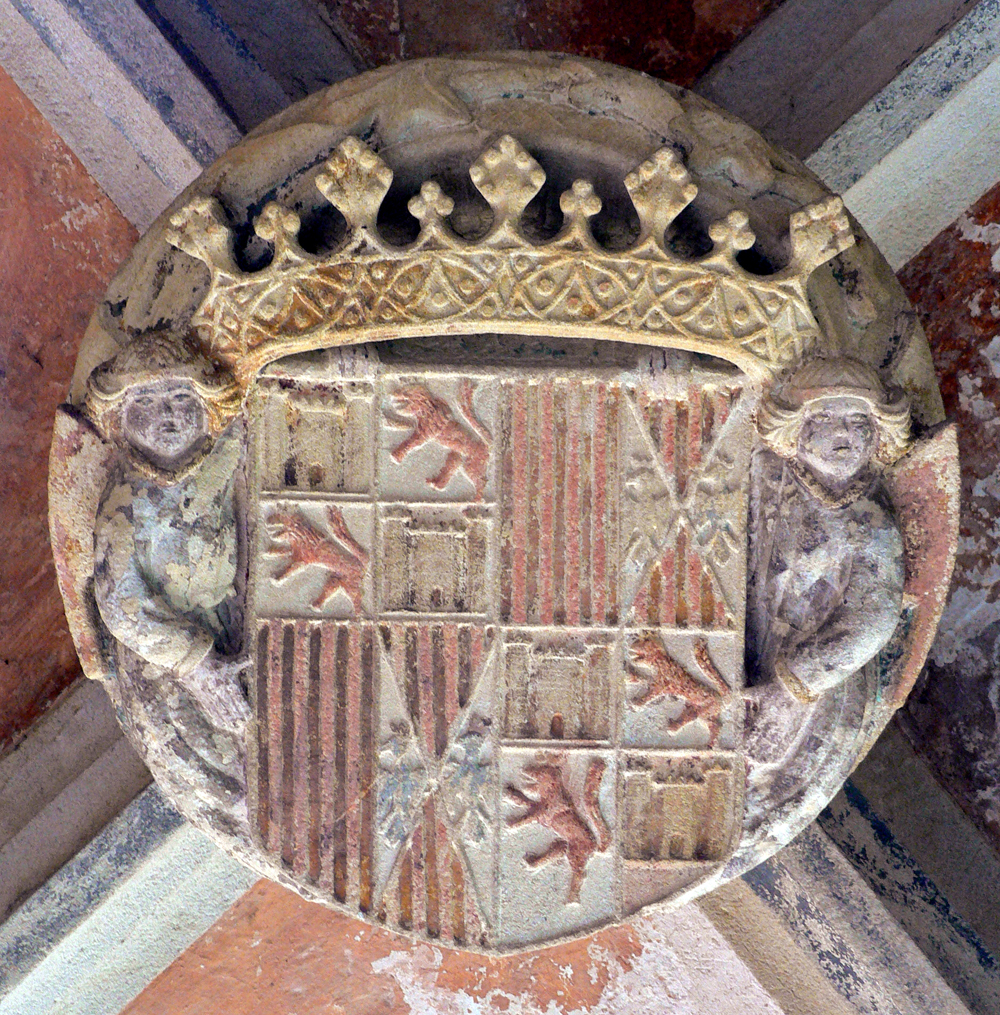
Escut dels Reis Catòlics en una clau de volta del claustre de Sant Jeroni de la Murtra, a Badalona.

Els Reis Catòlics és el nom que van rebre Isabel I de Castella i Ferran II d'Aragó, del Papa Alexandre VI, com a compensació perquè abans havia atorgat el títol de Rei Cristianíssim al Rei de França. De llavors ençà, el títol de rei Catòlic fou patrimonial i hereditari dels reis de Castella (com el de rei Cristianíssim dels de França); tot i així, la historiografia espanyola insisteix a aplicar-lo en exclusiva a Ferran i a Isabel (quan de fet, el primer només era rei consort de Castella i, doncs, no era pas rei Catòlic).
En casar-se en secret en 1469, van donar origen a la unió de les corones de Castella i Aragó en 1474. Aquest matrimoni va consumar la unitat dinàstica entre Castella i Aragó, però totes dues corones van conservar els mateixos sistemes d'organització, independents i clars.
Van començar la colonització de les illes Canàries. Van mantenir assetjada la ciutat de Granada des de 1491 fins a la seva capitulació el 2 de gener de 1492. Com a campament van fundar prop la ciutat el de Santa Fe.
Durant el seu regnat va tenir lloc el viatge de Cristòfor Colom cap a les Índies per una nova ruta cap a l'oest, que el portaria a descobrir el continent americà el 12 d'octubre de 1492.

## Institucions polítiques
A la darreria de l’edat mitjana, el territori de la península Ibèrica estava dividit en diversos regnes. Arran del casament de la reina Isabel I de Castella i el rei Ferran II d’Aragó (els Reis Catòlics), es va produir una unió dinàstica entre Castella i la Corona d’Aragó (1469). Els diversos regnes que en formaven part (Castella, Aragó, Catalunya, València, Nàpols…) van mantenir les seves pròpies lleis i institucions. La conquesta de Granada (1492), l’annexió Navarra (1512) i la submissió de les terres americanes, van ser conquestes dirigides només pel regne de Castella.

### Corona de Castella
Es va remodelar el Consell Real en les Corts de Toledo de 1480 fent-lo més estructurat i dividint-lo en parts.
Es va formar l'Audiència de Granada. Es va produir un augment en la Hisenda castellana a causa dels impostos i als senyorius procedents del repartiment del territori nassarita
Per a controlar el bandolerisme en els camins i en general el furt es va instituir la Santa Hermandad el 1467. En els municipis es van instaurar els corregidors, l'autoritat pertinent en l'àmbit municipal.

### Corona d'Aragó
Els Reis Catòlics gairebé no van modificar el seu sistema polític. El més important va ser el major poder que es va donar als lloctinents de la zona i l'establiment del sorteig electoral (insaculació) consistent a treure d'una bossa un paper amb el candidat escollit.

### Política de construcció naval
Desmantellament de l'estol de galeres de la Generalitat.

## Política religiosa
El papa Innocenci VIII va concedir als Reis Catòlics el dret de Patronat sobre Granada i les illes Canàries, el que suposava el control de l'Estat en els assumptes religiosos.
Una butlla del Papa Sixt IV de 1478 va crear la Inquisició a Castella per a un control de la puresa de la fe, i més tard a Aragó. La Inquisició va ser l'única institució comuna per als dos regnes. Cal destacar la presència Tomàs de Torquemada com a Inquisidor General.
El 1492, els Reis Catòlics signaren el drecret d'expulsió dels jueus, de gran poder econòmic, d'ambdós regnes hispans produint-se una crisi econòmica. Es creu que en van marxar uns dos terços, convertint-se els altres. També es va obligar els musulmans a convertir-se al cristianisme, passant-se a anomenar moriscs, o a abandonar els regnes. Aquesta acció fou el colofó d'un procés de persecució contra la població jueva a la península, iniciat el 1391 amb la destrucció de la jueria de Sevilla a mans d'una massa enfervorida pels sermons d'un religiós d'Écija.
El resultat d'aquesta acció de neteja religiosa va ser la creació d'un país de civilització cristiana i el començament de la identificació de pàtria i religió.

## Economia i societat
L'expulsió dels jueus va suposar una gran pèrdua econòmica per als dos regnes. La base econòmica de la Monarquia Catòlica estava en l'agricultura, en la ramaderia de la llana i en l'exportació de matèries primeres.

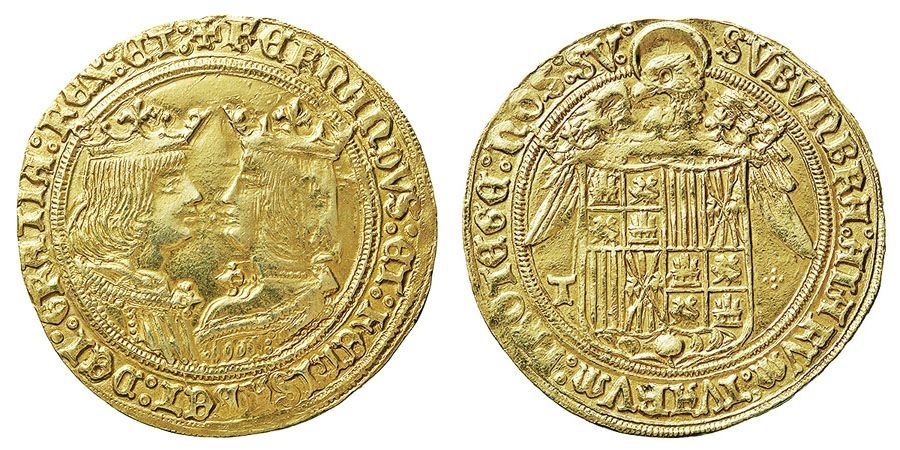
Doble dels Reis Católics

Corona de Castella era la potència industrial i comercial més gran de l'època i la Corona d'Aragó la seguia de prop. Per a defensar la riquesa que suposava la llana, els Reis van concedir privilegis a la Mesta amb la Ley de Defensa de las Cañadas de 1489, amenaçades pels agricultors. Es va protegir els artesans per mitjà del comerç intern.
Socialment i econòmicament es va afavorir a l'alta noblesa que va augmentar el seu poder econòmic amb els senyorius granadins. Les Lleis de Toro de 1505 van enfortir la institució del mayorazgo.
A Catalunya es va solucionar el problema dels pagesos remences amb la Sentència Arbitral de Guadalupe de 1486 que va suprimir els mals usos i va obligar els camperols a pagar nous impostos.

## Política peninsular

### Conquesta de Granada
Després de la segona guerra civil castellana (1475-1479) es va reprendre la conquesta de l'Emirat de Gharnata. Aprofitant que aquest regne es trobava en crisi dinàstica entre el soldà, el seu germà el Zagal i el seu fill Boabdil; es va començar una guerra per la conquesta de Granada. Es distingeixen diverses fases:
- 1469: Es casen els Reis Catòlics.L'escut dels reis catòlics després d'incorporar Granada

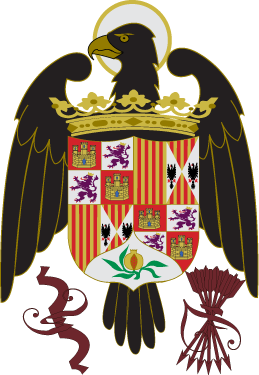
L'escut dels reis catòlics després d'incorporar Granada

- de 1484 a 1487: Conquesta de la part occidental del regne. Boabdil signa un tractat amb els Reis segons el qual lliuraria Granada a canvi que li donessin un senyoriu a la zona oriental del regne.
- de 1488 a 1490: Comença la conquesta de la part oriental del regne. Es trasllada la base d'operacions a Múrcia. Durant aquesta etapa es rendeix el germà del soldà, Zagal.
- de 1490 a 1492: S'exigeix a Boabdil el lliurament de Granada. A l'assabentar-se el poble de Granada dels pactes entre Boabdil i els Reis Catòlics oposa resistència que és resposta pels exèrcits dels Reis. Boabdil lliura Granada després d'unes negociacions secretes.

La victòria d'aquesta guerra va significar:
- L'aparició d'un exèrcit estructurat i professional, independent de la noblesa, que estaria format pels terços reals.
- L'aportació de grans recursos econòmics.
- El repartiment dels territoris granadins entre senyors de la noblesa, apareixent així nous senyorius.

### La conquesta de Navarra
El Regne de Navarra, a principis del segle xvi estava dividit en dos bàndols, agromontesos i beamontesos, cadascun partidari d'un rei distint. Els reis de Navarra van signar un tractat amb el rei de França per poder-se defensar dels atacs constants del Regne de Castella. A causa del fet que els reis de Navarra van fomentar certes doctrines religioses que va disgustar el Papa, se'ls va concedir una butlla d'excomunió.
El 1512 Ferran el Catòlic va demanar permís a Navarra, aliada natural de França, perquè les tropes castellanes passessin per Navarra per a atacar a França. La resposta negativa per part del rei navarrès va ser motiu suficient perquè Ferran el Catòlic ordenés al duc d'Alba l'ocupació de Navarra, demanant així ajuda als seus partidaris (els beamontesos) i, en menys d'un any, l'Alta Navarra es va incorporar a la Monarquia Catòlica. Només es va trobar certa resistència en alguns punts del sud, i la ciutat de Pamplona, la capital, va caure només en tres dies

## Política extrapeninsular
La política agressiva i expansionista portada a terme per Ferran II i Isabel va ser possible gràcies a una sèrie de factors:
- La iniciativa diplomàtica de Ferran II d'Aragó. El seu propòsit era aconseguir els millors acords per al seu regne. Continuà la política tradicional d'Aragó cap a la Mediterrània amb la vista posada a Orient, i a la vegada una política d'aliances destinada a aïllar França, enemic freqüent d'Aragó els darrers segles de l'edat mitjana.
- L'eficiència de l'exèrcit de la Corona al comandament del general Gonzalo Fernández de Còrdova, conegut com el Gran Capità. Fernández de Còrdova va organitzar l'exèrcit sobre una nova unitat de combat, el terç o terços reials.
- La gran aportació de recursos econòmics procedents de la indústria i del comerç de la llana i del blat.
- La política matrimonial dels Reis.

### Incorporació de lesilles Canàries
La sobirania de l'arxipèlag canari fou concedida al Regne de Castella pel tractat d'Alcaçovas, de 1479, que definia els territoris castellans i portuguesos.
Les illes però, no serien totalment sotmeses fins a la conquesta de Tenerife el 1496.

### L'expansió pel mediterrani: Itàlia
Una vegada finalitzada la conquesta de Granada, el rei Carles VIII de França va signar amb Ferran el Catòlic el 1493 el Tractat de Barcelona, mitjançant el qual la Corona d'Aragó recuperà el Rosselló i la Cerdanya, a canvi de la seva postura neutral davant un imminent atac francès al Regne de Nàpols. L'exèrcit de Carles VIII es va situar al sud d'Itàlia destituint al rei Ferran I de Nàpols, cunyat i cosí de Ferran. La situació de França a la península Itàlica no va agradar al Papa, el valencià Alexandre VI, el qual va demanar ajuda als Reis Catòlics. Ferran no va dubtar a intervenir i en poc temps, i gràcies a l'exèrcit del Gran Capità, els francesos van ser expulsats i el rei Ferran I va recuperar el tron napolità.
El 1500 el nou rei Lluís XII de França va signar amb Ferran el Catòlic el Tractat de Granada per a ocupar els exèrcits d'ambdós països el regne de Nàpols. Ferran el Catòlic va accedir i el rei Ferran I de Nàpols va tornar a ser destituït. Ambdós exèrcits van ocupar la zona, però les discrepàncies van començar a sorgir entre els dos exèrcits i començà una lluita d'escamots. Malgrat la inferioritat numèrica de l'exèrcit del Gran Capità, derrotà als francesos i els va expulsar d'Itàlia. Nàpols fou conquerida i incorporada a la Corona d'Aragó.
A la fi del regnat de Ferran el Catòlic es reprèn la intervenció en els assumptes italians. Els Reis Catòlics participen en la Lliga de Cambrai de 1508, convocada pel Papa Juli II contra la República de Venècia. Després d'aquesta lliga comencen a produir-se frecs entre el Pontífex i França. Per l'auxili que demana el Papa, Ferran el Catòlic envolta Roma amb les seves tropes davant un possible atac francès per a destituir al Papa. En aquest context es produí la incorporació de Navarra la corona.

### L'expansió nord-africana
Després de la conquesta de Granada, els Reis Catòlics decideixen començar una conquesta pel nord d'Àfrica amb una doble intenció:
- Eliminar els focus de la pirateria berber de la zona.
- Començar una acció evangelitzadora pel magrib.

La conquesta va començar amb la presa de Melilla per Pere d'Estopinyà el 1497 i es va reprendre el 1505 amb la presa de Mers-el-Kebir. Així mateix es va ocupar el Vélez de la Gomera, Orà, Bugia, Alger, Tunis, La Goleta i Trípoli.
Cap destacar la missió evangelitzadora portada a terme pel Cardenal Cisneros. La conquesta d'Àfrica va haver de ser finalitzada el 1510 a causa de la represa de les guerres a Itàlia.

### L'expansió atlàntica: Amèrica
El 1486 Cristòfor Colom va oferir als Reis Catòlics un projecte ja ofert a Portugal, que juntament a Castella eren els únics països europeus amb una Marina seriosa, i que aquest havia rebutjat perquè està negociant amb Castella el Tractat de Tordesillas: viatjar a les Índies a través d'una nova ruta per l'Atlàntic. Els informes científics referents a això van ser molt poc favorables per a Colom, i per a la Corona era qüestió prioritària en aquests moments la Conquesta de Granada. Acabada aquesta, els Reis Catòlics van acceptar el seu projecte.
Mitjançant les Capitulacions de Santa Fe de 17 d'abril de 1492 es van recollir les negociacions portades a terme amb Colom: nomenament d'almirall, virrei i governador dels territoris per descobrir i la desena part de tots els béns obtinguts. El cost de l'expedició va ser estimat en 2.000.000 de maravedís, més el sou de Colom.
La tradició popular diu que aquestes quantitats foren sufragades per «les joies d'Isabel la Catòlica», però la realitat diu que la meitat d'aquests diners els va deixar Lluís Santángelo (tresorer jueu de la Corona d'Aragó), amb fons de la Santa Hermandad, la quarta part la va aportar el mateix Colom (que al seu torn els va manllevar), i la quantitat restant probablement la van vessar banquers i mercaders residents a Andalusia, entre els quals estaven els germans Pinzón i Juan de la Cosa.
El 2 d'agost de 1492 va partir Colom del port de Palos (Huelva) amb la nao Santa Maria (propietat de Juan de la Cosa) i les caravel·les la Pinta i la Niña (propietat dels germans Pinzón), amb 100 tripulants aproximadament. A l'octubre van arribar a l'illa de Guanahaní que van batejar amb el nom de San Salvador i des de la qual van passar a Cuba i l'Hispaniola.
El 1494 es va signar entre Castella i Portugal el Tractat de Tordesillas, mitjançant el qual es va redistribuir la influència marítima de cada país.
A les Índies, annexionades al regne de Castella, es van instaurar els sistemes administratius tradicionals del regne castellà. Es va crear l'Audiència a Santo Domingo el 1510, es va instituir a Sevilla el 1503 la Casa de Contractació i, més endavant, el 1523 ja amb Carles I, el Consell d'Índies.
Els reis van aconseguir el Patronat d'Índies -concedit pel Papa- que els va deixar controlar l'Església americana. Es van instaurar a més les encomiendas per a evangelitzar als indígenes.

## Unió dinàstica
Isabel va prendre com a escut un feix de fletxes (en nombre variable) referint-se al vell conte del pare que al morir diu als seus fills que, romanent units com el feix, seran més forts.
Ferran va prendre com a escut un jou amb una corda solta, amb el lema "tanto monta...", en referència al nus gordià. Ambdós escuts es mostren junts, però no units.
A l'època, els portuguesos es consideraven també part d'Espanya, ja que fins aleshores, Espanya només era el nom modern amb el mateix concepte i ús geogràfic que correspondria actualment el terme de Península Ibèrica, ençà la Hispània romana, i els Reis Catòlics mai no van prendre el títol de reis d'Espanya, ni tan sols amb la unió dinàstica.
El seu símbol eren el yugo y las flechas, un jou i un feix de fletxes, el jou és una altra al·lusió al Nus Gordià. Y i F són les inicials d'Ysabel (ortografia arcaica) i Ferran. Aquest símbol va ser més tard utilitzat pel partit de la Falange, que afirmava representar la glòria heretada i els ideals del Reis Catòlics.

## Descendència i matrimonis
La política dels Reis Catòlics va incloure també les aliances pels matrimonis dels seus fills. Van ser aquests:
- Isabel d'Aragó (1470-1498), primera esposa de Manuel I de Portugal.
- l'infant Joan d'Aragó (1478-1497), casat amb Margarida d'Àustria i mort prematurament. Està enterrat al monestir de St. Tomàs, Àvila.
- Joana I de Castella, va casar amb Felip el Bell, reina de Castella.
- Maria d'Aragó i de Castella (1482-1517), segona esposa de Manuel I de Portugal, el seu cunyat.
- Caterina d'Aragó, que va casar primer amb el príncep Artur de Gal·les, i després de la prematura mort d'aquest, amb el seu germà, Enric VIII d'Anglaterra.

## Regències

### Regència de Ferran II (1508 a 1516)
A la mort d'Isabel de Castella el 1504 la filla comú dels dos, Joana I de Castella fou nomenada reina de Castella juntament amb el seu marit, Felip el Bell. A la mort d'aquest, el 1506, Joana patí un trastorn mental que l'apartà de la corona (tot i que mai no fou desposseïda del títol de reina). Les Corts van demanar a Ferran II que ocupés el tron com regent, fins que el seu net Carles I fes la majoria d'edat.
Durant la regència de Ferran el Catòlic es va incorporar Navarra a la Monarquia i es va produir el matrimoni de Ferran amb Germana de Foix. Ferran va morir el 1516, abans que Carles I arribés a Castella.

### Regències per arquebisbes
Fins a l'arribada al tron per part de Carles I, els dos regnes van estar regits per dos bisbes:
- El Cardenal Cisneros va prendre el control a Castella.
- L'arquebisbe de Saragossa, Alfons d'Aragó, fill natural de Ferran II, va prendre el control a la Corona d'Aragó.